# Карінерланд
Карінерланд (нім. Carinerland) — громада в Німеччині, розташована в землі Мекленбург-Передня Померанія. Входить до складу району Росток. Складова частина об'єднання громад Нойбуков-Зальцгафф.
Площа — 37,85 км2. Населення становить 1262 ос. (станом на 31 грудня 2020).